# الطفرات الإدراجية
في علم الأحياء الجزيئي، الطفرات الإدراجية هي إنشاء طفرة (أحياء) في الحمض النووي عن طريق إضافة زوج قاعدي واحد أو أكثر. يمكن أن تحدث هذه الطفرات الإدراجية بشكل طبيعي، بوساطة فيروس أو جين قافز، أو يمكن إنشاؤها بشكل مصطنع لأغراض البحث في المختبر.

## التوقيع الموسومة الطفرات
هذه تقنية تستخدم لدراسة وظيفة جين. يسمح ل جين قافز مثل عناصرP من همجة الأبحاث بالاندماج في مواقع عشوائية في مجموع مورثي الكائن الحي الذي تتم دراسته. ثم يتم فحص المسوخ الناتجة عن هذه الطريقة بحثا عن أي نمط ظاهري غير عادية. إذا تم العثور على مثل هذا النمط الظاهري، فيمكن افتراض أن الإدراج تسبب في تعطيل الجين المتعلق بالنمط الظاهري المعتاد. نظرا لأن تسلسل الترانسبوسون معروف، يمكن تحديد الجين، إما عن طريق تسلسل الجينوم بأكمله والبحث عن التسلسل، أو استخدام تفاعل البوليمراز المتسلسل لتضخيم هذا الجين على وجه التحديد.

## الطفرات الإدراجية للفيروس
نظراً لأن العديد من الفيروسات تدمج جينوماتها الخاصة في جينومات خلاياها المضيفة من أجل التكرار، فإن الطفرات الناجمة عن العدوى الفيروسية أمر شائع إلى حد ما. ومع ذلك، لا تسبب جميع الفيروسات المدمجة الطفرات الإدراجية .
لن تؤدي بعض إدخالات الحمض النووي إلى أي طفرة ملحوظة. في تجارب العلاج الجيني الأخيرة، لم تظهر ناقل فيروسي الفيروسة البطيئة المستخدمة لإدخال الحمض النووي العلاجي أي ميل إلى تعطيل وظيفة الجينات أو تعزيز تطور تسرطن.  بسبب هذه التطورات، يعتبر الآن من الآمن استخدام ناقلات التكامل هذه للعلاج الجيني. الميزة هي أن ناقلات الفيروسة البطيئة تدمج الحمض النووي بشكل دائم، في حين أن تأثير الفيروسات الأخرى غير المتكاملة عابر. بالنسبة لتلك الفيروسات مثل فيروسات غامارترو التي تميل إلى دمج الحمض النووي الخاص بها في مواقع غير مواتية وراثيا، تعتمد شدة أي طفرة تلت ذلك كليا على الموقع داخل جينوم المضيف حيث يتم إدخال الحمض النووي الفيروسي. ادا تم إدخال الحمض النووي في منتصف جين أساسي، فستكون التأثيرات على الخلية جذرية. بالإضافة إلى ذلك، يمكن أن يكون للإدخال في منطقة محفز (علم الوراثة) الجين آثار جذرية بنفس القدر. وبالمثل، إذا تم إدخال الحمض النووي الفيروسي في مثبط (وراثة)، فقد يتم التعبير عن الجين المقابل للمروج بشكل مفرط - مما يؤدي إلى وفرة منتجه وتغيير النشاط الخلوي. إذا تم إدخال الحمض النووي في معزز الجين، فقد يكون الجين غير معبر عنه بشكل كاف - مما يؤدي إلى الغياب النسبي لمنتجه، مما قد يقطع نشاط الخلية بشكل كبير.
سيكون لتغيير الجينات المختلفة تأثيرات متفاوتة على الخلية. لن تؤثر جميع الطفرات بشكل كبير على تكاثر الخلية. ومع ذلك، إذا حدث الإدراج في جين أساسي أو جين يشارك في تضاعف الحمض النووي الريبوزي منقوص الأكسجين أو موت الخلية المبرمج، فقد يؤثر الإدراج على صلاحية الخلية أو حتى يتسبب في تكرار الخلية بشكل لا تنتهي - مما يؤدي إلى تكوين ورم، والذي قد يصبح سرطانيا.
الطفرات الإدراجية ممكنة سواء كان الفيروس من أنواع التعطيل الذاتي المستخدمة عادة في العلاج الجيني أو مؤهلا للتكرار. يدرج الفيروس جينا (المعروف باسم الجين الورمي الفيروسي) عادة بالقرب من جين myc الخلوي (c-myc). عادة ما يتم إيقاف تشغيل جين (c-myc) في الخلية؛ ولكن عندما يتم تشغيله، فإنه قادر على دفع الخلية إلى مرحلة طور النمو الأول (G1) من دورة الخلية والتسبب في بدء تكرار الخلية، مما يتسبب في تكاثر الخلايا دون رادع مع السماح بتكرار الجين الفيروسي. بعد العديد من التكرارات حيث يبقى الجين الفيروسي كامنا تبدأ الأورام في النمو. عادة ما تستمد هذه الأورام من خلية واحدة متحولة/تحول (وراثة). فيروس سرطان الطيور هو مثال على الفيروس الذي يسبب المرض عن طريق الطفرات الإدراجية. ستبدأ الكتاكيت التي فقست حديثا المصابة بفيروس سرطان الأفيون في تكوين أورام ستبدأ في الظهور في جراب فابريس (مثل الغدة الصعترية البشرية). يعرف إدخال هذا الجين الفيروسي أيضا باسم إدخال المروج لأنه يدفع التعبير عن جين (c-myc). هناك مثال على حدث الطفرات الإدراجية الناجم عن ينقول راجع في الجينوم البشري حيث يسبب ضمور عضلي من نوع فوكوياما.

## التعطيل الإدراجي
التعطيل الإدراجي هو تقنية تستخدم في هندسة حمض نووي معاد التركيب المؤتلف حيث يتم استخدام البلازميد (مثل بلازميد ب ر 322) لتعطيل التعبير عن الجين.
تعطيل الجين عن طريق إدخال جزء من الحمض النووي في منتصف تسلسل الترميز الخاص به. لن تعمل أي منتجات مستقبلية من الجين المعطل بسبب الرموز الإضافية المضافة إليه. مثال على ذلك هو استخدام بلازميد ب ر 322، الذي يحتوي على جينات تقوم على التوالي بترميز ببتيدات تمنح مقاومة للمضادات الحيوية الأمبيسلين والتتراسيكلين. وبالتالي، عندما تنقطع المنطقة الوراثية عن طريق دمج pBR322، تفقد وظيفة الجينات ولكن يتم اكتساب وظيفة جينية جديدة (مقاومة مضادات حيوية محددة).
تم استخدام استراتيجية بديلة للطفرات الإدراجية في الحيوانات الفقارية للعثور على الجينات التي تسبب السرطان. في هذه الحالة ترانزبوزون، على سبيل المثال الجمال النائم، مصمم لمقاطعة الجين بطريقة تسبب أقصى قدر من الفوضى الجينية. على وجه التحديد، يحتوي الترانسبوسون على إشارات لاقتطاع التعبير عن جين متقطع في موقع الإدراج ثم إعادة تشغيل التعبير عن جين مبتطع ثان. تم استخدام هذه الطريقة لتحديد جين ورمي.